# Xenon 2: Megablast
Xenon 2: Megablast est un jeu vidéo développé par les studios anglais The Bitmap Brothers et The Assembly Line, édité par Image Works en 1989 sur les ordinateurs 16-bits Amiga et Atari ST. C'est un shoot them up à défilement vertical, qui fait suite à Xenon (1988) et précède Xenon 2000 (2000).
L'histoire prend prétexte dans la soif de domination des Xenites, extraterrestres belliqueux qui ont disséminé cinq bombes à travers l'espace-temps. Aux commandes du chasseur de l'espace Megablaster, le joueur doit retrouver et détruire chacune des bombes. Les écosystèmes traversés sont bouleversés par les radiations et le joueur est confronté à des vagues de créatures hostiles dégénérées.
Le jeu a connu un succès critique et commercial et a été adapté sur d'autres supports, comme les compatibles PC et les consoles Mega Drive, Master System, Game Boy et Jaguar.

## Système de jeu
Xenon 2: Megablast est un shoot them up à défilement vertical classique dans son principe. Le joueur doit se frayer un chemin à travers cinq niveaux truffés de créatures mutantes. Chaque niveau est divisé en deux sections au terme desquelles le joueur est confronté à un boss. Les ennemis se déploient en suivant des trajectoires complexes qu'il est difficile d'anticiper. En détruisant les vagues de monstres, le joueur libère des orbes qui constituent la monnaie du jeu. Le pactole se dépense chez Crispin (appelé Colin pour la version Amiga CDTV), l'armurier extraterrestre, qui apparaît à la fin de chaque section. Vingt-cinq armes et accessoires sont proposés (double canons frontaux, tirs latéraux, tirs arrières, lasers, boucliers, etc.), les armes affichées dépendant du montant amassé par le joueur : une arme trop chère n'apparaîtra pas si le solde est insuffisant.
La personnalisation du vaisseau est déterminante puisque chaque section présente des menaces spécifiques (la revente est possible, en général à moitié prix). Pour aider le joueur à faire les bons choix, Crispin vend également de précieux indices indiquant généralement le type de menace à venir sur le prochain niveau. Certaines armes peuvent être trouvées durant les niveaux, et l'option "power-up" permet également d'améliorer la puissance de certaines armes jusqu'à deux fois par arme. L'argent non dépensé dans une boutique de fin de niveau étant perdu, il ne faut pas hésiter à acheter tout ce qui est disponible, quitte à revendre des armes plus tard. Dans la dernière boutique du jeu, Crispin annonce des soldes monstres : les armes valent autant à l'achat que leur prix de revente, ce qui permet de faire table rase de l'équipement du vaisseau et de le refaire. C'est utile pour les 4 emplacements latéraux, car le joueur n'a pas le contrôle du positionnement des armes : le placement se fait de droite à gauche, du plus près au plus éloigné du vaisseau (on revendra donc lance-missiles et lasers, pour racheter 2 lance-missiles puis 2 lasers - dans cet ordre).
Les principales armes (pouvant être trouvées dans les niveaux ou présentes lors de l'achat du Nashwan) sont :
- double tir frontal : remplace le tir simple fourni avec le vaisseau. Peut être amélioré deux fois. Ne peut pas cohabiter avec la sphère cinétique. Chaque tir a un impact sur un seul ennemi ou le décor.
- double missile frontal : remplace le tir simple fourni avec le vaisseau. Non améliorable.
- tir latéral : le vaisseau tire des deux côtés à chaque salve. Peut être amélioré deux fois. Ne peut pas cohabiter avec le tir arrière. N'est pas visible quand installé.
- electroball : une sphère indestructible que le joueur peut envoyer devant le vaisseau. Si le joueur garde le bouton de tir enfoncé, la sphère se déplace en relation avec le vaisseau, de manière plus ou moins importante en fonction de la distance avec le vaisseau. Si le joueur relâche le bouton de tir, la sphère reprend sa place à l'avant du vaisseau. La sphère n'est pas bloquée par le décor. Difficile à utiliser, mais peut être dévastatrice si bien employée. à utiliser avec le tir automatique.
- tir arrière : le vaisseau effectue un tir vers l'arrière à chaque salve. Améliorable deux fois. Ne peut pas cohabiter avec le drone.
- drone : une sphère.
- lance-missile latéral : prennent position de part et d'autre du vaisseau, s'achètent à l'unité (jusqu'à 4 emplacements, partagés avec les lasers). Peu puissants et non-améliorables, ils sont cependant très utiles contre les nuées et les ennemis massifs car rien ne les arrête et leurs dégâts sont constants.
- laser : prennent position de part et d'autre du vaisseau, s'achètent à l'unité (jusqu'à 4 emplacements, partagés avec les lance-missiles). Améliorables deux fois, ils sont bloqués par les éléments de décor et très puissants quand améliorés au maximum.
- missiles à tête chercheuse : 4 petits missiles lents à partir, mais puissants et qui permettent de détecter les zones sensibles des boss.

Les armes équipées qui ne peuvent pas cohabiter sont détruites si le joueur ramasse une arme dans le niveau. Si par contre le joueur a déjà l'arme équipée, ramasser la seconde arme aura le même effet que d'acheter un power-up (à condition que l'arme le supporte). Exemple : avoir le tir arrière équipé et ramasser un second tir arrière améliorera la puissance du tir arrière. Avoir un drone équipé et ramasser un second drone n'aura aucun effet. Avoir un tir arrière équipé et ramasser un drone remplace le tir arrière par un drone.
Les principales options proposées sont :
- énergie (demi/max) : restaure le vaisseau. Les dégâts sont conservés d'un niveau à l'autre.
- avis : donne une indication sur le niveau à venir, soit sur la stratégie pour battre le boss, soit sur les ennemis à venir.
- power-up : augmente la puissance d'une des armes installées. Il faut acheter autant d'options qu'il y a d'arme et de niveaux d'amélioration disponibles. Le prix à la revente d'une arme améliorée est augmenté.
- Nashwan : pendant 10 secondes au début du niveau suivant, le vaisseau est équipé d'un maximum d'armes (sauf missiles à tête chercheuse) à leur niveau de performance maximal.
- vitesse : accélère le déplacement du vaisseau. Le premier achat à faire si vous le ratez en niveau.
- tir automatique : répète automatiquement les salves à pression du bouton. Essentiel si vous utilisez l'electroball.
- plongeon : permet de passer sous le décor et les ennemis, limité à 10 secondes au total dans le niveau. Permet de contourner des obstacles, mais le vaisseau est instantanément détruit si vous ratez la remontée.
- vie supplémentaire : permet de reprendre au début de la section si le vaisseau arrive à court d'énergie.
- protection : ajoute un champ de protection autour du vaisseau. Peu utile et chère.
- lunettes : obscurcit l'écran. Aucune utilité.

Le jeu propose un rétro-défilement partiel, permettant au vaisseau de faire marche arrière sur une distance limitée (en fait, jusqu'au point auquel le jeu reprend si le joueur perd une vie). Cette option est surtout utile dans les passages labyrinthiques (une fois engagé dans un cul-de sac) et pour faire le tour des imposants boss de fin de niveau, qui s'étendent sur plusieurs écrans. Un semblant de 3D ("2,5D") est également disponible à l'achat du plongeon.
Le jeu est jouable à deux, mais seulement en alternance, et comprend cinq niveaux. La difficulté est plutôt corsée. Le jeu a la particularité d'éluder son épilogue en simulant une défaillance du système (écran noir et « bip »).

## Réalisation
Le titre se distingue par ses graphismes fins et détaillés, conçus par Mark Coleman. Comme Salamander (1986) de Konami, les décors représentent des environnements organiques dans lesquels des créatures dégénérées variées s'activent (crustacés, insectes, vers, etc.) Les ennemis sont d'aspect répugnant, notamment les énormes monstres-gardiens aux membres tentaculaires et aux larves en éclosion.
Xenon 2 se démarque également par sa bande-son qui reprend le morceau Megablast (Hip Hop on Precinct 13) du groupe en vogue Bomb the Bass, adapté par David Whittaker. Le thème est tiré d'une composition originale de John Carpenter pour le film Assaut (1976). Cette initiative originale, marginale dans les années 1980, témoigne de la volonté des créateurs de considérer le jeu vidéo comme une forme artistique. C'est en jouant à Xenon II sur Amiga que le créateur Tetsuya Mizuguchi a pour la première fois l'impression d'avoir à faire à un jeu musical. Frappé par son rythme hip-hop, il lui vient alors l'idée de renforcer le lien entre la musique et le gameplay, ce qui l'amène douze ans plus tard à réaliser le shoot them up musical Rez (2001).

## Versions
Les versions originales Amiga et Atari ST sont sorties en 1989. Une version PC (DOS) paraît en 1990 ainsi qu'une version sur l'ordinateur Archimedes. Une version CDTV est éditée en 1991 en faible quantité. Elle est identique à la version A500, à l'exception de la partie sonore, qui tire profit du support CD-ROM avec un traitement Roland Sound Space 3D. Le CD inclut 12 musiques bonus de Bomb the Bass (Megablast dans les arrangements Xenon 2 Mix, Instrumental, Hip Hop on Precinct 13 et Rap original avec Merlin), S'Express (Theme from S'Express, Nothing to Lose), Betty Boo (Doin' the Doo, Boo's Booming) et Baby Ford (Oochy Koochy F.U. Baby Yeah Yeah).
Les versions sur consoles Mega Drive, Game Boy, Master System sont éditées en 1992 par Virgin en Europe et Mindscape aux États-Unis.
Le jeu est réédité sur Amiga en 1993 dans la compilation The Bitmap Brothers Volume 2 et sur PC CD-ROM en 1995 dans The Bitmap Brothers Compilation.
La version PC était compatible avec tous les processeurs x86 (y compris le 8088, mais le jeu était alors très lent) et supportait les puces graphiques Hercules mono graphics, Tandy 1000, CGA, EGA et VGA en 320x200. Le son était joué via le haut-parleur standard des PC. Certaines copies pirates des versions PC et Amiga ont un bug qui rend le vaisseau indestructible. La seule manière de désamorcer le bug est de rater une remontée de plongeon : le vaisseau est instantanément détruit et le fonctionnement des vies et de l'énergie revient à la normale.
Le jeu a été adapté en 2016 pour la console Atari Jaguar. Le thème musical composé par Bomb The Bass n'est pas présent dans cette version.

## Développement
Dans une pré-version datant d'avril 1989, le Megablaster est capable de se transformer en char de combat, comme dans le premier épisode.
Une polémique a opposé The Bitmap Brothers à The Assembly Line, le studio qui a réalisé la programmation du jeu quant à la paternité de ce jeu à succès. Les médias ont eu tendance à attribuer les seuls mérites aux Bitmap Brothers.
- Game design : The Bitmap Brothers
- Graphismes : Mark Coleman
- Programmation : John Smith (The Assembly Line)
- Musique : Bomb the Bass
- Adaptation musique et effets sonores : David Whittaker

## Accueil
La presse spécialisée a bien accueilli le jeu. Elle met en avant la jouabilité et la réalisation visuelle et sonore. Le jeu a reçu de nombreuses récompenses, comme le 4 d'Or 1989 et l'European Computer Leisure Award 1990  du « meilleur shoot'em up » ainsi que le prix In-Din de la « meilleure bande-son ».
Notes dans les médias spécialisés : ACE 910/1000 • Amiga Format 93% • C+VG 96% • CU Amiga 88% • Génération 4 96% • Tilt 18/20 • Zzap! 97%